# Kim Jin-yeop
Kim Jin-yeop (Hangul: 김진엽) es un actor, actor musical y cantante surcoreano.

## Carrera
Es miembro de la agencia Aiwana Entertainment.
El 23 de julio de 2018 se unió al elenco principal de la serie Risky Romance donde interpretó al atractivo doctor Cha Jae-hwan, un talentoso neurocirujano y el hijo del director del hospital, hasta el final de la serie el 17 de septiembre del mismo año.
El 1 de junio de 2019 se unió al elenco recurrente de la serie Voice 3 (también conocida como "Voice 3: City of Accomplices") donde dio vida a Han Cho-rong, un antiguo compañero de clases de Park Eun-soo (Son Eun-seo) y el mejor hacker ético de Corea, hasta el 8 de junio del mismo año.
En septiembre del mismo año se unió al elenco recurrente de la serie Beautiful Love, Wonderful Life donde interpretó a Baek Rim, el amigo de Kim Cheong-ah (Seol In-ah).

## Filmografía

### Series de televisión
| Año         | Título                         | Personaje        | Notas        |
| ----------- | ------------------------------ | ---------------- | ------------ |
| 2019 - 2020 | Beautiful Love, Wonderful Life | Baek Rim         |              |
| 2019        | Drama Special: Home Sweet Home | Kim Yoo-chan     | 1 episodio   |
| 2019        | Voice 3                        | Han Cho-rong     | 3 episodios  |
| 2018        | Drama Stage: Withdrawal Person | Joo Hwan         | 1 episodio   |
| 2018        | Risky Romance                  | Dr. Cha Jae-hwan | 32 episodios |
| 2018        | Queen of Mystery 2             | Lee In-ho        |              |
| 2017        | Judge vs. Judge                | Lee Cha-won      |              |
| 2016        | Thumping Spike 2               | Jin Yeop         |              |
| 2015        | My Heart Twinkle Twinkle       | Hyung-shik       |              |
| 2015        | Heart to Heart                 | -                |              |

### Películas
| Año  | Título                | Personaje          | Notas                                                                       |
| ---- | --------------------- | ------------------ | --------------------------------------------------------------------------- |
| 2017 | Coffee Mate           | Hee-soo (de joven) | junto a Oh Ji-ho, Yoon Jin-seo, Kim Min-seo, Kim Ji-sung y Kim Joo-hun      |
| 2016 | Duel: The Final Round | Ladrón             | junto a Lee Joo-seung, Oh Ji-ho, Lee Jung-jin, Shin Jung-geun y Son Eun-seo |

### Programas de variedades
| Año  | Título                         | Notas                                             |
| ---- | ------------------------------ | ------------------------------------------------- |
| 2019 | I Can See Your Voice: Season 6 | (ep. #4) - miembro del "Tone-deaf Detective Team" |
| 2016 | I Can See Your Voice: Season 3 | (ep. #4) - miembro del "Tone-deaf Detective Team" |

### Aparición en videos musicales
| Año  | Intérpretes      | Canción                | Notas |
| ---- | ---------------- | ---------------------- | ----- |
| 2015 | Purfles (퍼펄즈) | "A Bad Thing" (나쁜짓) | [ 8 ] |

### Anuncios
| Año  | Título                             | Notas |
| ---- | ---------------------------------- | ----- |
| 2016 | 삼성 갤럭시노트7                   |       |
| 2016 | YBM 기업 광고                      |       |
| 2016 | 카스                               |       |
| 2015 | 파티게임즈 카카오게임 아이러브맞고 |       |
| 2015 | 공익광고 고용노동부                |       |
| 2015 | 한화 기업                          |       |
| 2015 | 삼성전자 기프티툰                  |       |
| 2015 | 올레 CLiP                          |       |
| 2015 | ZOO COFFEE                         |       |

## Discografía

### Singles
| Año  | Canción               | Álbum         | Notas            |
| ---- | --------------------- | ------------- | ---------------- |
| 2011 | 나는 그 사람이 아프다 | -             | (single digital) |
| 2011 | You're Coming         | OST de "Sign" |                  |

### Álbum
| Año  | Título        | Notas |
| ---- | ------------- | ----- |
| 2012 | 이별없는 사랑 |       |